# Tu seras
Tu Seras è un singolo della cantante francese Emma Daumas pubblicato il 17 febbraio 2004.